# Nagutni
Nagutni (en georgiano: ნაგუთნი) o Nagut (en osetio: Нагут) es una aldea que pertenece a la parcialmente reconocida República de Osetia del Sur, parte del distrito de Znaur, aunque de iure pertenece al municipio de Tighvi de la región de Iberia Interior de Georgia.

## Geografía
Nagutni se encuentra en la garganta del río Nagutni, a 8 km de Kornisi. 

## Historia
De 1922 a 1990, formó parte del distrito de Znaur del óblast autónomo de Osetia del Sur, siendo de mayoría osetia. De 1990 a 2006, formó parte del raión de Kareli y, desde 2006, forma parte del municipio de Tighva. 

## Demografía
La evolución demográfica de Nagutni entre 1916 y 1989 fue la siguiente:
| 159                                                      | 102 | 59 | 39 | 13 | 15 |
| (Fuente: Population of South Ossetia since Soviet times) |     |    |    |    |    |

Según el censo soviético de 1959, la mayoría de la población local eran osetios. En los distintos censos, la composición étnica del pueblo es la siguiente:
|              | 1916      | 1916       | 1989      | 1989       |
| Grupo étnico | Población | Porcentaje | Población | Porcentaje |
| ------------ | --------- | ---------- | --------- | ---------- |
| Georgianos   | 0         | 0%         | 0         | 0%         |
| Osetios      | 159       | 100%       | 15        | 100%       |
| Total        | 159       | 100%       | 15        | 100%       |